# Новый Кудом
Новый Кудом — посёлок в Федотьевском сельском поселение Спасского района Рязанской области.

## География
Посёлок расположен примерно в 43 км у северу от Спасска-Рязанского. Ближайшие населённые пункты — посёлок Голованово к северу, село Веретье к югу и посёлок Старый Кудом к западу.

## История
Посёлок Новый Кудом возник в первой половине XX века как посёлок Кудомского лесничества.

## Население
| 2010 |
| ---- |
| 8    |

## Транспорт и связь
Сообщение с посёлком осуществляется только по грунтовым дорогам.
Посёлок обслуживает сельское отделение почтовой связи Веретье (индекс 391055).